# Barreau du Québec
 (janvier 2025).
Le Barreau du Québec est l’Ordre professionnel des avocats du Québec. Il a été fondé le 30 mai 1849 sous le nom de Barreau du Bas-Canada. Il est régi par le Code des professions et la Loi sur le Barreau. Encore aujourd'hui, ses quelque 27 500 membres pratiquent un droit public d'origine britannique et un droit privé d'origine française, une tradition mixte héritée de l'Acte de Québec de 1774. L'actuelle bâtonnière du Québec est Catherine Claveau.

## Description
Sa mission est la suivante : afin d’assurer la protection du public, le Barreau du Québec surveille l’exercice de la profession, fait la promotion de la primauté du droit, valorise la profession et soutient ses membres dans l'exercice du droit.
Au début du XXe siècle, les Canadiens français importants étaient largement concentrés dans trois grandes professions : avocats, médecins et prêtres. Le Barreau a donc joué un rôle de cohésion sociale.
Le Barreau permet aux femmes l'admission à la profession le 29 avril 1941 mais n'accueillera l'une d'elles qu'en janvier 1942 (Elizabeth C. Monk). À ce jour, plus de 50 % des membres sont des femmes. Le Barreau intervient fréquemment lors d'événements marquants au Québec (par exemple, la crise d'Oka et un méga-procès impliquant les Hells Angels) et de la confédération canadienne. Il est favorable à l'accroissement de l'aide juridique, à la législation sur le mariage homosexuel et à la transparence par rapport au lobbyisme. Dans un communiqué de 2004, il annonce une marche contre la peine de mort.
Cet ordre professionnel publie le Journal du Barreau, la Revue du Barreau et une infolettre mensuelle, Le Bref. Il offre un service de recherche de jurisprudence à ses membres. En date du 31 mars 2020, le Barreau du Québec représente 15 297 avocates et 12 768 avocats, pour un total de 28 065 membres.
Le siège social du Barreau du Québec est situé au 445 boulevard Saint-Laurent à Montréal.

## Admission
Le Barreau du Québec admet des membres diplômés des facultés de droit de l'Université Laval, de l'Université McGill, de l'Université de Montréal, de l'Université d'Ottawa, de l'Université de Sherbrooke et du département des sciences juridiques de la faculté de science politique et de droit de l'Université du Québec à Montréal. Les diplômés complètent leur formation à l'École du Barreau du Québec.

## Barreaux de section
Le Barreau du Québec est composé de 15 subdivisions juridiques, appelées « barreaux de section ». Chaque barreau de section est doté de son propre bâtonnier et conseil d'administration. Tous les avocats du Québec sont membres à la fois d'un barreau de section et du Barreau du Québec.
Ci-dessous, une liste des barreaux de section avec, entre les parenthèses, le nombre de membres de chacun des barreaux selon les données statistiques recueillies en 2017.
- Barreau d'Abitibi-Témiscamingue (175)
- Barreau d'Arthabaska (244)
- Barreau du Bas-Saint-Laurent—Gaspésie—Îles-de-la-Madeleine (247)
- Barreau de Bedford (248)
- Barreau de la Côte-Nord (103)
- Barreau de Laurentides—Lanaudière (1 126)
- Barreau de Laval (859)
- Barreau de Longueuil (1 412)
- Barreau de la Mauricie (288)
- Barreau de Montréal (14 519)
- Barreau de l'Outaouais (1 580)
- Barreau de Québec (4 060)
- Barreau de Richelieu (696)
- Barreau du Saguenay—Lac-Saint-Jean (385)
- Barreau de Saint-François (570)

## Prix et distinctions
- Distinction ''Avocat émérite'', un titre de prestige pour reconnaître l’excellence de membres au parcours exemplaire.
- Mérite Christine-Tourigny, attribué chaque année à une avocate pour son engagement social et son apport à l'avancement des femmes dans la profession.
- Mérite du Barreau du Québec, trois membres du Barreau reçoivent un Mérite pour l'un ou l'autre des motifs suivants :
  - l’accomplissement d’un haut fait professionnel;
  - la réputation professionnelle;
  - le dévouement à la cause du Barreau du Québec;
  - l’engagement dans la défense des intérêts de la justice;
  - la reconnaissance de l’engagement social;
  - une contribution particulière à l’avancement du droit et de la justice;
  - tout autre motif jugé pertinent.
- Médaille du Barreau du Québec, contribution remarquable de juristes québécois à l'avancement du droit et de son exercice

## Membres célèbres
Cette liste n'est pas exhaustive.
- Guy Bertrand, avocat de Québec en causes célèbres
- Martin Cauchon, ministre de la Justice
- Alan B. Gold, juge à la Cour supérieure du Québec
- Jean-Paul L'Allier, maire de Québec
- Paul Gérin-Lajoie, ministre de l'Éducation
- Jean Charest, premier ministre du Québec
- Jean Chrétien, premier ministre du Canada
- Brian Mulroney, premier ministre du Canada
- Lucien Bouchard, premier ministre du Québec
- Bernard Landry, premier ministre du Québec
- Louis LeBel, juge à la Cour suprême du Canada
- Maurice Duplessis, premier ministre du Québec et bâtonnier
- Claude Masse, père de la Loi sur la protection du consommateur
- Honoré Mercier, premier ministre du Québec
- Pierre Elliott Trudeau, premier ministre du Canada

Liste complète des récipiendaires de la distinction Avocat émérite

#### Droit
- Avocat, Juriste
- Droit au Québec, Droit civil
- Histoire du droit au Québec
- XVIIIe siècle en droit au Québec, XIXe siècle en droit au Québec, XXe siècle en droit au Québec, XXIe siècle en droit au Québec
- Système judiciaire du Québec, Loi du Québec
- Bâtonnier du Québec
- Districts judiciaires du Québec
- Code civil du Bas-Canada, Code criminel du Canada
- Luttes féministes pour l'admission des femmes au barreau du Québec